# Jauche
Jauche (en néerlandais: Geten, en wallon Djåce) est une section de la commune belge d'Orp-Jauche située en Région wallonne dans la province du Brabant wallon.

## Démographie
- Sources:INS, Rem:1831 jusqu'en 1970=recensements, 1976= nombre d'habitants au 31 décembre
- 1970: Enines et Folx-les-Caves inclus

## Histoire
Jauche était une commune à part entière avant la fusion des communes de 1977. En 1971, les anciennes communes d'Énines et de Folx-les-Caves avaient fusionné avec Jauche.
Jauche a été le siège d'une importante famille du duché de Brabant : la famille de Jauche.
La nuit du 12 au 13 février 1861, eut lieu à Jauche un des vols pour lesquels la bande noire fut jugée en 1862. Les époux Melon furent violemment agressés et cambriolés par la bande. Un voisin, Alexandre Renart, tira depuis sa fenêtre des coups de feu qui mirent les brigands en fuite avec leur maigre butin.

## Patrimoine et culture

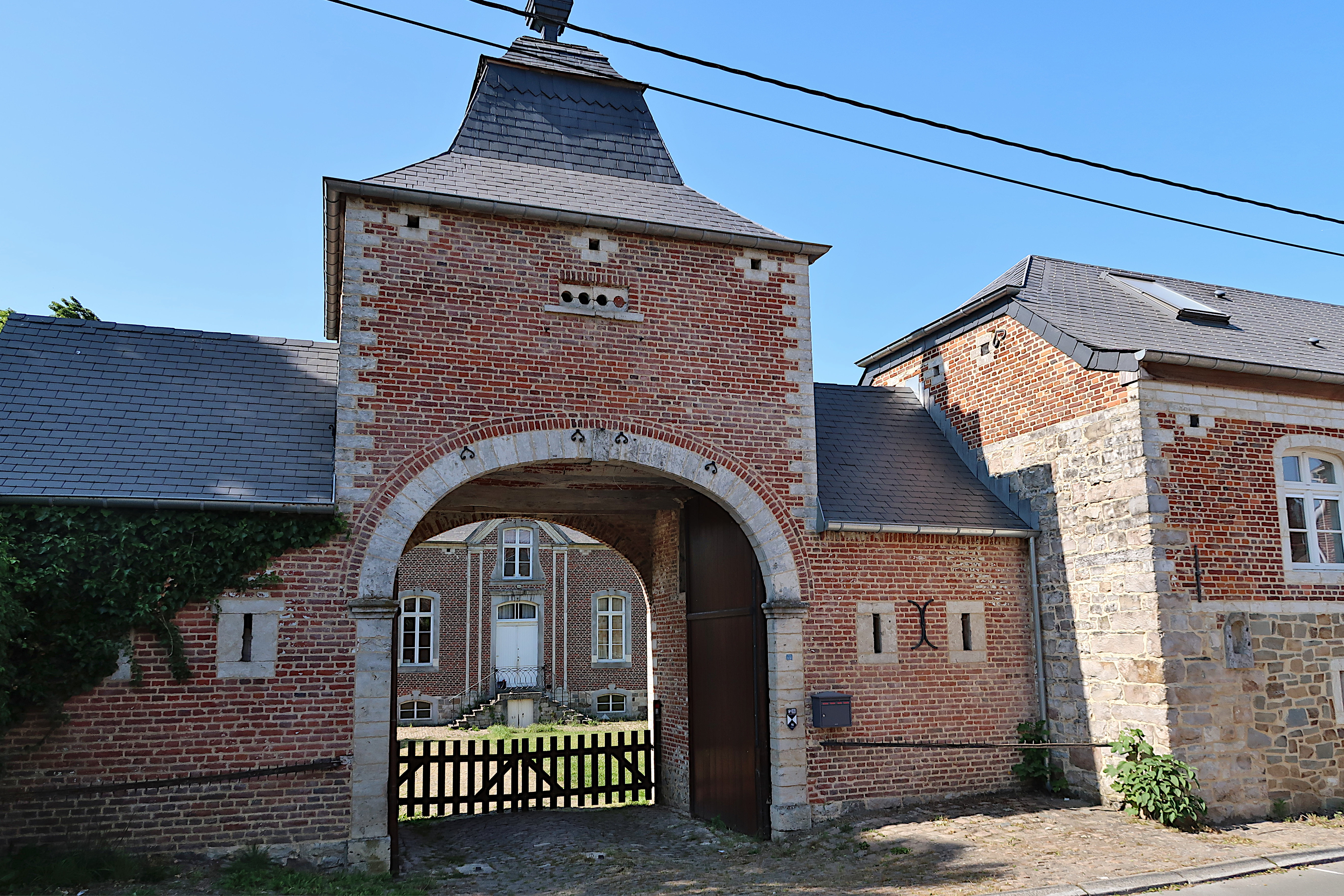
[Ancienne cure (presbytère) avec une tourelle d'entrée classé.

### Référence bibliographique
- Jean-Jacques Sarton, Histoire de la commune de Jauche (Geten) de l'an 1000 à l'an 2000, deux tomes, Tamines : Jean-Jacques Sarton, 2004.
- Jean-Jacques Sarton et Comité d'histoire religieuse du Brabant wallon, catalogue : Église Saint-Martin de Jauche : exposition : Orp-Jauche, paroisse Saint-Martin, 24 et 25 avril 1993 et 1er et 2 mai 1993, Wavre : Éditeur‌ Tamines et Sarton, J.-J., 1993.
- Emmanuel Laurent, La Bande noire de l’entre-Sambre-et-Meuse Coecke et Goethals étaient-ils innocents ?, Bruxelles : Print Express.